# Jo Viellvoye
Jo Viellvoye (* 21. März 1934; † 10. Februar 2016) war ein deutscher Sportjournalist.

## Leben
Viellvoye stammte aus der Gegend von Aachen und begann seine journalistische Karriere als Volontär bei den Aachener Nachrichten. In dieser Rolle wurde er bei der Fußball-Weltmeisterschaft 1954 Augenzeuge des Wunders von Bern. In den 1960er Jahren war er als Sportreporter für die Bild-Zeitung in Essen tätig, bevor er nach München wechselte, um dort für die Sport-Illustrierte zu schreiben. Nachdem Hubert Burda die Zeitschrift 1971 übernommen hatte, blieb Viellvoye der Redaktion bis zu seiner Kündigung im Frühjahr 1973 als Chefreporter erhalten.
Nachdem er bereits 1966 mit einem Buch über Borussia Dortmund erste Erfahrungen als Autor gesammelt hatte, gab Viellvoye in den folgenden Jahren einige Sportbücher zu den Themen Fußball und Olympische Spiele heraus. 1984 wurde er beim Stern eingestellt und später heuerte er bei Sports an.
Viellvoye hatte einen Sohn und eine Tochter und lebte zuletzt im Rollstuhl in Ottobrunn, nachdem er 1996 einen Schlaganfall erlitten hatte. Er starb 2016 im Alter von 81 Jahren und wurde auf dem örtlichen Friedhof beigesetzt.

## Werke
- Borussia Dortmund – Die Geschichte einer großen Mannschaft, Copress-Verlag Hermann Hess, München, 1966.
- Mexico 70: Alles über die Weltmeisterschaft, Lingen-Verlag, Köln, 1970.
- mit Annemarie Moser-Pröll und Martin Furgler: Die goldenen Tage Innsbruck '76 – XII. Olympische Winterspiele in Farbe, Pamir-Verlag, Bern, 1976.
- mit Josef Göhler: Eberhard Gienger – Das Abenteuer der Turnkunst, Badenia-Verlag, Karlsruhe, 1978.
- Sieg in Rom, Pamir-Verlag, München, 1980.